# Mafia III
Mafia III és un videojoc de món obert i acció en tercera persona, desenvolupat per Hangar 13 i distribuït per 2K Games per a Microsoft Windows, PlayStation 4 i Xbox One. El seu llançament va ser el 7 d'octubre de 2016. És el tercer videojoc de la sèrie Màfia i el primer videojoc desenvolupat per Hangar 13.

## Jugabilitat
El joc està ambientat a la ciutat fictícia de New Bordeaux, basada en la Nova Orleans de 1968, amb un disseny de món obert que permet explorar als jugadors lliurement en el joc. Els jugadors poden completar els objectius amb una gran varietat d'armes. Per exemple, poden utilitzar armes de l'època, com escopetes i revòlvers per eliminar els enemics. A més, el jugador pot realitzar moviments de rematada i combat cos a cos. El joc també disposa d'un sistema de cobertura, permetent al jugador cobrir-se darrere d'objectes per evitar el foc enemic. El jugador també pot interrogar els seus adversaris després de derrotar-los, per tal d'obtenir més informació sobre els seus enemics. El jugador pot atacar i envair llocs propietat de la màfia italiana i assignar un lloctinent per operar la ubicació. Els tinents disponibles són Cassandra, Burke i Vito Scaletta.

## Argument
El joc té lloc en 1968, i gira al voltant de Lincoln Clay, orfe i veterà del Vietnam. Com orfe, constantment busca una família, fins que s'uneix a les forces armades i combat a la guerra del Vietnam. Torna a New Bordeaux després de la guerra per unir-se a la màfia negra. Després de sobreviure a un intent d'assassinat per part de la màfia italiana, Clay intenta fundar la seva pròpia organització criminal i obtenir venjança. Per a això comptarà amb l'ajut de tres aliats: Cassandra, Burke i Vito Scaletta (protagonista de Màfia II).

## Desenvolupament
Els primers rumors que un videojoc de la saga Màfia estava en desenvolupament van començar a circular a l'agost de 2012. Al novembre de 2012, 2K Czech anunciar que s'estava treballant en el desenvolupament d'un videojoc. No obstant això, el gener de 2014, la companyia es va reestructurar i els seus estudis van ser traslladats a Novato (Califòrnia). Un nou estudi anomenat Hangar 13, es va establir a Novato aquest mateix any encapçalat per Haden Blackman.
El videojoc va ser oficialment anunciat per 2K Games el 28 de juliol de 2015 i va ser donat a conèixer amb un tràiler a la Gamescom 2015.